# パイ・ヘイスティングス
パイ・ヘイスティングス（英語: Pye Hastings、1947年1月21日 - 、スコットランド・バンフシャー・タムナヴーリン生まれ）は、イギリスのミュージシャンである。スコットランドで生まれ、イングランドのケント州カンタベリーで育った彼は、カンタベリー・ロックのバンド、キャラヴァンのギタリストおよびボーカリストであり、ジミー・ヘイスティングスの兄弟でもある。
2017年、彼は「PledgeMusic」のキャンペーンを通じて、初のソロ・アルバム『From the Half House』の資金提供を受けることに成功した。

## ディスコグラフィ

### ソロ・アルバム
- From The Half House (2017年)

## フィルモグラフィ
- 『カンタベリー・テイルズ ロマンティック・ウォーリアーズIII』 - Romantic Warriors III: Canterbury Tales (2015年) ※DVD